# Profeta Cinco
Profeta Cinco es una organización criminal ficticia en la serie de televisión Alias. Profeta Cinco tiene su sede y base de operaciones en Barcelona, España.

## Historia y Objetivos
Profeta Cinco nació durante los años 1970 por Oskar Mueller como un proyecto financiado por una fundación privada. Las partes del proyecto fueron categorizadas y archivadas, pero es conocido que los mejores y más brillantes matemáticos, lingüistas, científicos y criptólogos, incluyendo a James Lehman y Bill Vaughn fueron reclutados para descifrar una sección de un manuscrito del siglo XV conocido como el Profeta Cinque (el Quinto Profeta) que al parecer fue escrito en un código indescifrable. El grupo logró descifrar el manuscrito y descubrieron que hacia referencia proteínas, nucleótidos y aminoácidos, una genética muy avanzada para su tiempo. Lehman y Michaux verificaron los hechos y las pruebas, y presentaron sus conclusiones a un comité. El proyecto fue cerrado y ellos fueron enviados de vuelta a casa, a seguir con sus rutinas diarias.
Mientras tanto, el padre de Renée Rienne, Luc Goursaud, estuvo implicado en otra parte del proyecto, como un sujeto de prueba para exámenes clínicos administrados por el Doctor Aldo Desantis. Luc aceptó las pruebas a cambio de una considerable aportación económica. Se desconoce a que tipo de pruebas estuvo sometido, pero treinta años más tarde, Desantis apareció dentro de una cámara criogénica con idéntico aspecto físico que el padre de Renee. Probablemente Profeta Cinco experimentó con el padre de Renee para desarrollar técnicas experimentales de doblamiento genético, basadas en los informes de Lehman y Vaughn sobre el manuscrito. El padre de Renee de algún modo descubrió algo sobre los experimentos que lo asustó, y escapó con su hija por Europa.
Unas semanas después de que le dijeran a Lehman y Vaughn que proyecto fue cerrado, Vaugnh se puso en contacto con Lehman. Había comenzado a notar que los integrantes del grupo que habían trabajado en el proyecto comenzaban a morir en extrañas circunstancias. Decidieron separarse, desaparecer y cambiar sus nombres para no ser encontrados.
Según Irina Derevko, muchos asumen que Profeta Cinco es un mito. Pero cuando se produjo la caída de la Alianza y del SD-6, se supo que profeta Cinco siempre estuvo activo. Su juego final estaba otra vez a su alcance, conocido como El Horizonte, la información para encontrarlo estaba en los viejos archivos del SD-6. Profeta Cinco secuestrado a Sydney Bristow y la somete a un tipo de hipnosis, ya que la clave que busca Profeta Cinco son unas coordenadas que Sydney había visto en un organigrama de la CIA sobre el SD-6. Sydney les dio coordenadas falsas, pero le dijo las coordenadas verdaderas a su madre Irina. La ubicación del Horizonte se encontraba en una caja de seguridad en Vancouver. Irina traicionó al Profeta Cinco y desapareció con el Horizonte. El juego final de Profeta Cinco también giraba alrededor del profeta del siglo XV Rambaldi, y en especial de Sydney Bristow, a la que Rambaldi llama " La Elegida. " En última instancia, los restos de final del Profeta Five son un misterio, ya que los Doce miembros del consejo fueron asesinados por Kelly Peyton bajo las órdenes de Arvin Sloane.

## Estructura y Organización
Profeta Cinco estaba dirigido por un grupo de doce miembros, similar a la Alianza. Los miembros tenían contactos en senado estadounidense, el congreso, la CIA estadounidense, el MI6 británico, el SVR ruso, el CNI español, la Inteligencia francesa, los Centros para el Control de Enfermedades, Empresas farmacéuticas. Profeta Cinco también tenía conexión con el gobierno de Corea del Norte, el cual le facilitaba apoyo logístico y de transporte. Además, The Shed, una de sus células, era manejado de un modo similar al SD-6, con la mayor parte de sus agentes pensando que era parte de una División Negra de la CIA.

## Personal
Los Alias Conocidos de los Doce
- Y. Olnocvhev
- S. Danforth
- M. Aidarov
- D. Chivers
- G. Borrell junior.
- E. Jacobs
- R. C Chadra
- PJ Pudeel
- R. Archibold III
- H. Coburn
- M. Spratt
- U. Hildaggo

## Asociados conocidos
- Doctor Burris
- Doctor Aldo Desantis
- Davenport, Oficial de alta graduación de CIA.
- Gordon Dean
- Anna Espinosa
- Kelly Peyton
- Julian Sark
- Arvin Sloane
- McMullen
- Keel

## Antiguos asociados
- Irina Derevko
- Rachel Gibson
- Luc Goursaud
- James Lehman
- Bill Vaughn

- Datos: Q8273842